# Palais Wenckheim

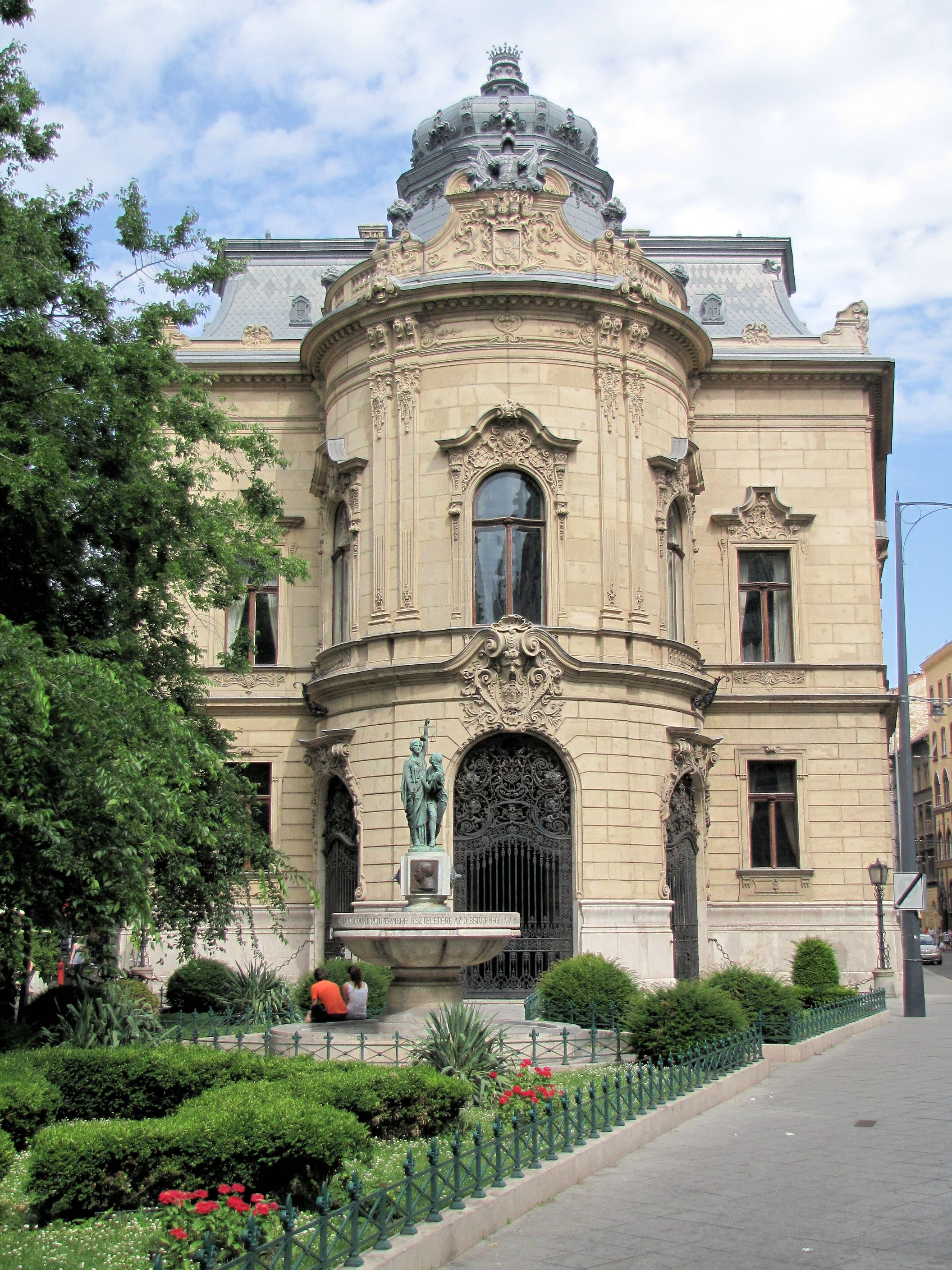
Das Palais Wenckheim in Budapest

Das Palais Wenckheim (ungarisch Wenckheim-palota) ist ein Palais in Budapest, Ungarn. Es befindet sich an der Baross-Straße.

## Geschichte

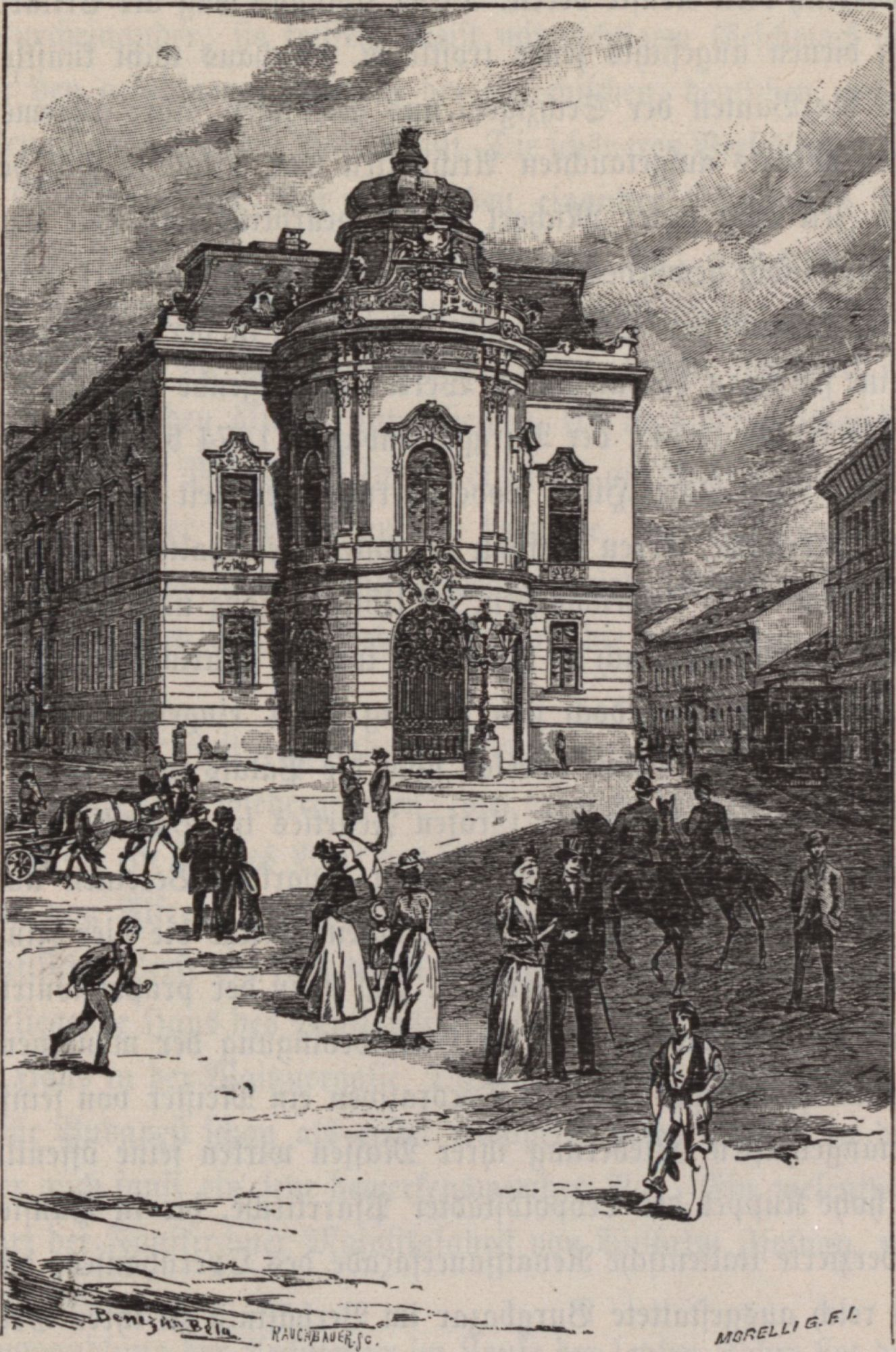
Ansicht des Palais (aus dem Kronprinzenwerk, 1893)

Zimmer im Palais

Das Gebäude wurde 1886–1889 im Stile des Neo-Barocks von dem deutschstämmigen Architekten Arthur Meinig als Stadtresidenz für das Adelsgeschlecht Wenckheim erbaut.
Heute befindet sich dort der Hauptsitz der Stadtbücherei. Das Gebäude wurde 1999–2001 umfangreich renoviert.